# Fontainea pancheri
Fontainea pancheri là một loài thực vật có hoa trong họ Đại kích. Loài này được (Baill.) Heckel mô tả khoa học đầu tiên năm 1870.